# Rostskogstrast
Rostskogstrast (Catharus fuscescens) är en liten nordamerikansk art inom familjen trastar. Fågeln är en mycket sällsynt gäst i Europa, med bland annat ett fynd i Sverige 1978.

## Utseende
Rostskogstrasten är en liten trast (16-18 centimeter) som har det karaktäristiska vit-svart-vita undersidan på vingarna som är typiskt för Catharus-trastar. De vuxna fåglarna är huvudsakligen bruna upptill. Undertill är de vita; bröstet är ljusbrunt med mörka fläckar. De har rosa ben, ringen runt ögonen är svår att uppfatta. Fåglar i öst är mer kanelfärgade på överkroppen, västliga fåglar är mer olivbruna.

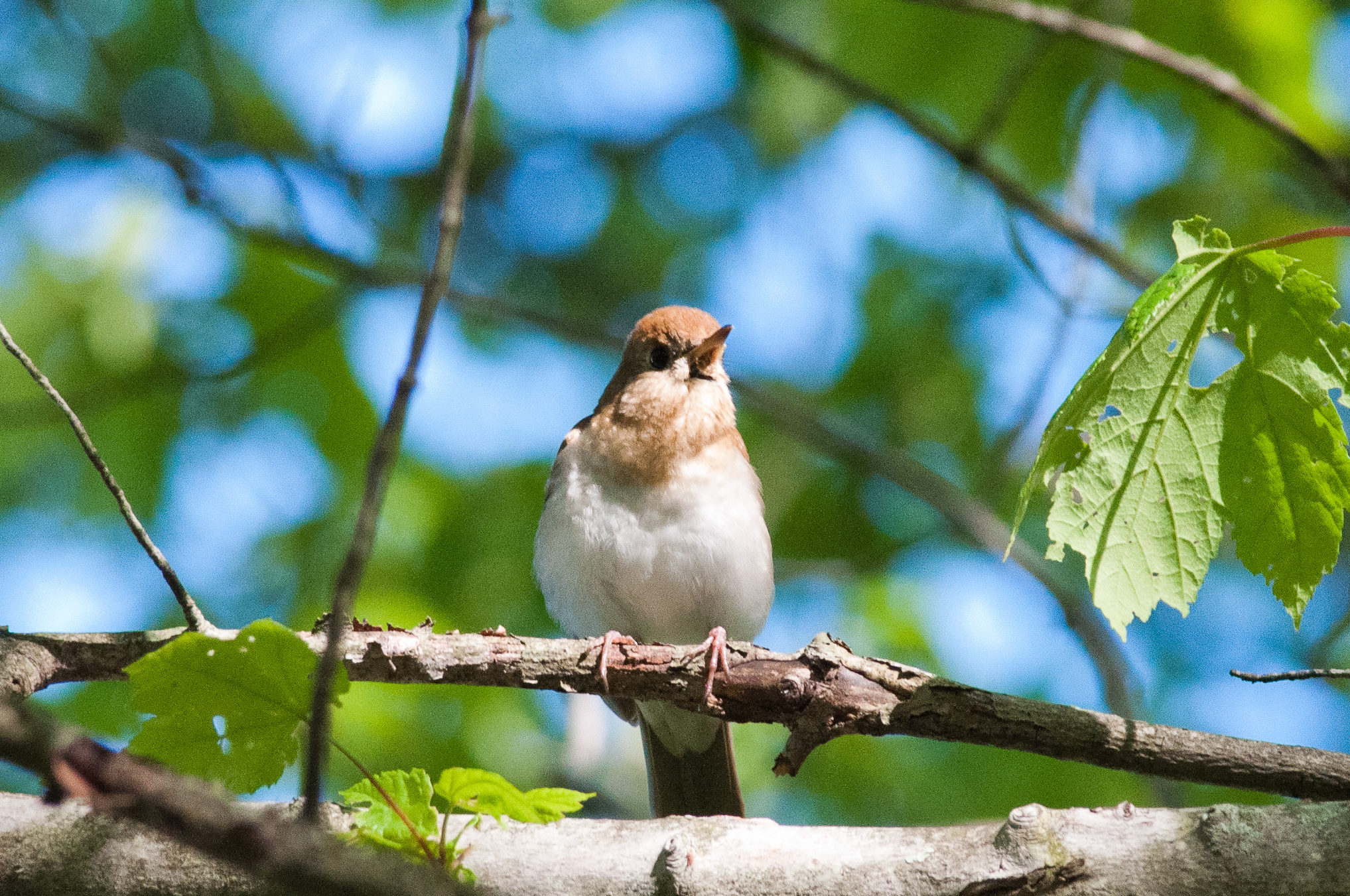
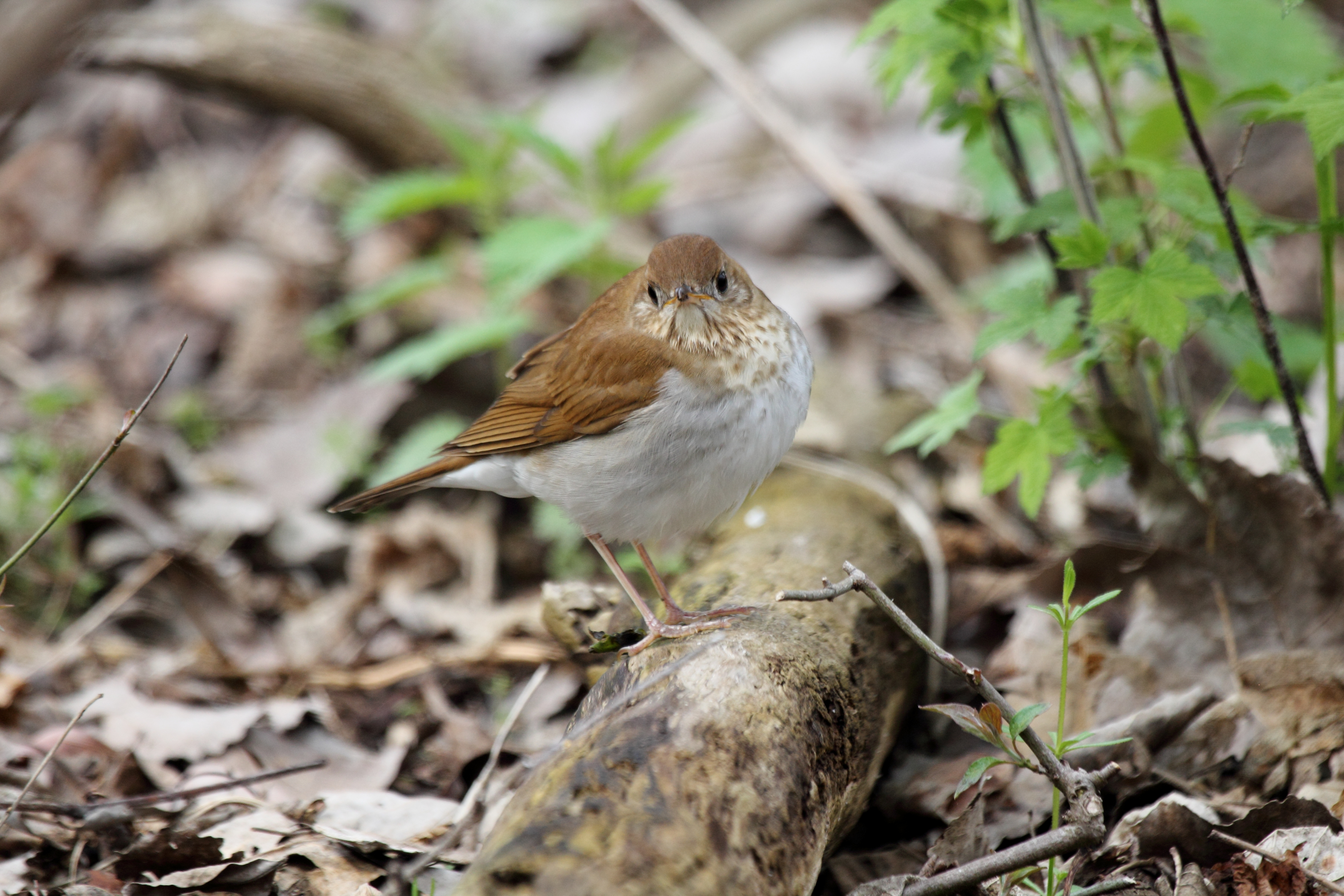
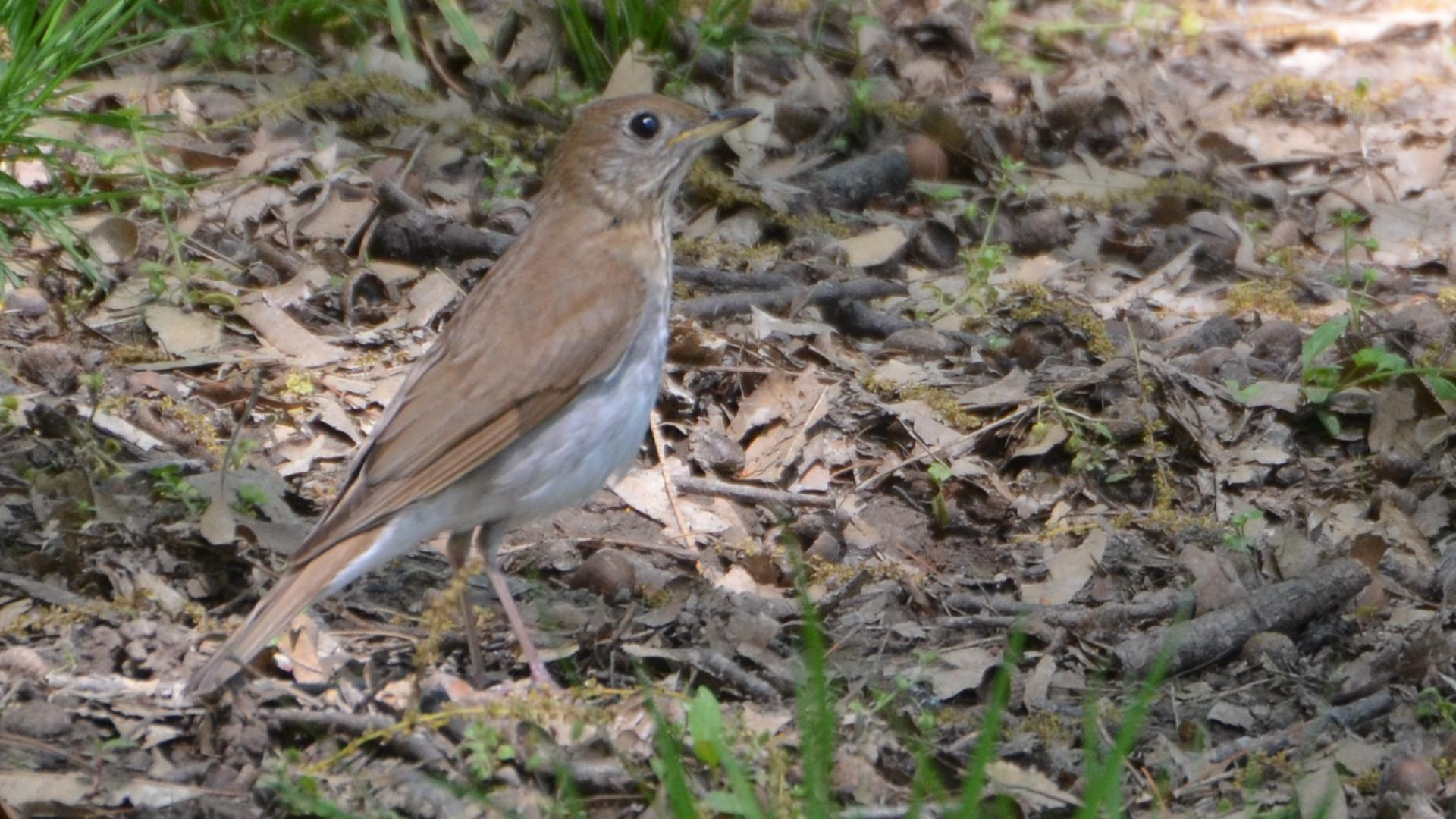
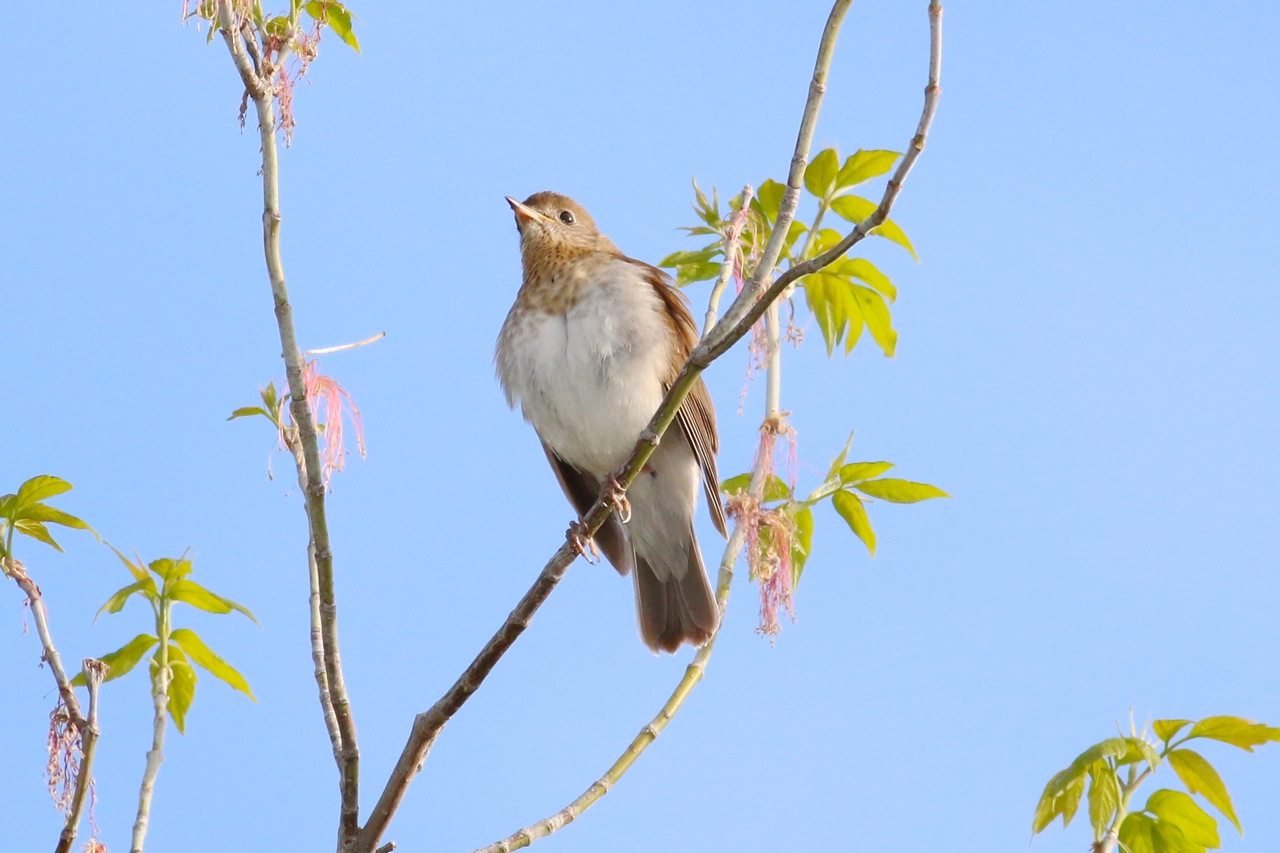

## Läten
Sången är en mjukt rullande spiral, i engelsk litteratur återgiven "vrdi vrreed vreed vreer vreer" (varifrån fågeln fått sitt engelska namn Veery). I flykten hörs ett "veer".

## Utbredning och biotop
Rostskogstrasten häckar i  fuktig lövskog i södra Kanada och norra USA och flyttar vintertid till Sydamerika. Den delas in i fyra underarter med följande utbredning:
- Catharus fuscescens fuscescens – häckar i östra Kanada och östra USA, flyttar så långt söderut som till Brasiliens del av Amazonområdet
- Catharus fuscescens fuliginosus – häckar från sydvästra Newfoundland till sydcentrala Quebec
- Catharus fuscescens salicicola – häckar i västra Kanada och västra USA, flyttar vintertid till västra Brasilien (Mato Grosso)
- Catharus fuscescens subpallidus – häckar från norra Washington till nordöstra Oregon, västra Montana och Colorado

### Rostskogstrast i Europa
Rostskogstrasten är en mycket sällsynt gäst i Europa med endast 16 fynd. Alla utom fyra har gjorts i Storbritannien: ett i Azorerna 2015, ett på Irland 2018, ett i Norge 2021 och ett i Sverige när en individ ringmärktes 26 september 1978 på Svenska Högarna längst ut i Stockholms skärgård.

## Häckning och föda
Fåglarna bygger sina fågelbon på marken, nära basen på en buske. De äter föda på skogsmarken, vänder blad för att hitta insekter; de kan ibland flyga upp för att fånga insekter i luften. Rostskogstrastar är omnivorer och äter huvudsakligen bär och insekter.

## Status och hot
Arten har ett stort utbredningsområde och en stor population, men tros minska i antal, dock inte tillräckligt kraftigt för att den ska betraktas som hotad. IUCN kategoriserar därför arten som livskraftig (LC).